# École primaire Émir-Abdelkader
Pour les articles homonymes, voir Émir Abdelkader (homonymie).
L’école primaire Émir-Abdelkader (arabe : المدرسة الإبتدائية الأمير عبد القادر) (autrefois appelée école indigène principale du Stand) a été édifiée en 1925 dans la ville de Batna en Algérie. Elle a formé plusieurs générations de « jeunes indigènes » durant la période française. Avant cela, les élèves algériens étudiaient à l'école de garçons européens. En 1893, On a ouvert la première classe pour les  indigènes au sein de l'école Européenne. Au début du XXe siècle, il y avait 3 classes d'indigènes à l'école Européenne. L'école primaire principale du Stand a été inaugurée au mois d'octobre 1925 et elle était constituée d'abord de 5 classes. Les travaux de construction de l'école, comme nous la connaissons aujourd'hui, n'ont été terminés que vers la fin des années 1940. 

## Situation
L’école primaire Émir-Abdelkader est située au centre-ville de Batna, dans le quartier Émir-Abdelkader (ex-stand et ex-quartier Faubourg Gilles). L’école est délimitée par la rue Sidi-Hanni au sud-est les allées Mostefa Benboulaïd au sud-ouest, au nord-ouest pas la rue de l'Aurès. On peut y accéder par les allées Mostefa-Benboulaïd et au nord-est.

## Histoire
Pour un article plus général, voir Histoire de Batna.
L’école primaire a été construite en 1925 sous le nom de l’école indigène des garçons du Stand, par l’architecte Charles Montaland puis renommée après l'indépendance en école primaire Émir Abdelkader.
En 1941 l’établissement sera transformé en hôpital destiné à accueillir les blessés alliés, des combats de Tunisie et de Libye pendant la 2e guerre mondiale.

## Élèves célèbres
- Liamine Zéroual[4], 4e président de la République algérienne démocratique et populaire
- Chérif Merzouki[5] est un peintre  algérien né le 8 février 1951
- Rabah Saâdane[6] né le 3 mai 1946 à Batna, est un ancien footballeur algérien, devenu entraîneur, sélectionneur de l'équipe d'Algérie de football, et il a été notamment des trois coupes du monde disputées par l'Algérie (en 1982, 1986 et 2010)
- Abdelali Benbatouche, un commandant mort pendant la guerre d’Algérie[7]
- Mostéfa Merarda, chef par intérim de la wilaya I pendant la guerre d'Algérie en avril 1959 jusqu'en avril 1960[8],[9].
- Rachid Touri, mathématicien, recteur de l'université d'Alger puis représentant de l'Algérie à l'UNESCO à Paris[10].